# Stanisław Niewiadomski (samorządowiec)
Stanisław Niewiadomski (ur. 18 grudnia 1943 w Miedniewicach) – polski samorządowiec, prezydent Żyrardowa (1994–1998), starosta żyrardowski (2002–2006), w latach 2008–2010 przewodniczący rady powiatu, prezes Towarzystwa Przyjaciół Miasta Żyrardowa (2008–2010, 2013–2017).

## Życiorys
Po ukończeniu Technikum Ekonomicznego we Włochach uzyskał wykształcenie ekonomiczne w Szkole Głównej Planowania i Statystyki. Przez 6 lat pracował jako nauczyciel w rodzimym technikum, następnie został zatrudniony w Instytucie Gospodarki Komunalnej i Mieszkaniowej, gdzie w latach 1980–1981 należał do komisji zakładowej NSZZ „Solidarność”. W latach 1990–1994 pełnił obowiązki sekretarza zarządu m.st. Warszawy. W 1994 został wybrany na prezydenta Żyrardowa głosami koalicji „Naszego Żyrardowa”, NSZZ „Solidarność” i SLD.
W 1998 współtworzył Komitet Wyborczy „Bezpartyjne Centrum”, który objął sześć mandatów w radzie miasta. Po odejściu ze stanowiska prezydenta w tym samym roku powrócił do pracy w urzędzie miejskim w Warszawie. W kolejnej kadencji samorządu sprawował funkcję starosty żyrardowskiego (2002–2006). W wyborach w 2006 uzyskał mandat radnego powiatu z listy Prawa i Sprawiedliwości. W 2008 objął obowiązki przewodniczącego rady powiatu, którą kierował do końca kadencji w 2010.
Członek Polskiego Towarzystwa Ekonomicznego i Towarzystwa Urbanistów Polskich. W latach 90. pełnił obowiązki wiceprzewodniczącego Stowarzyszenia Wójtów, Burmistrzów i Prezydentów Województwa Skierniewickiego. Pełnił funkcję prezesa Towarzystwa Przyjaciół Miasta Żyrardowa (2008–2010 i 2013–2017).

## Odznaczenia
W 2016 odznaczony Złotym Krzyżem Zasługi.